# Dušan Ivković

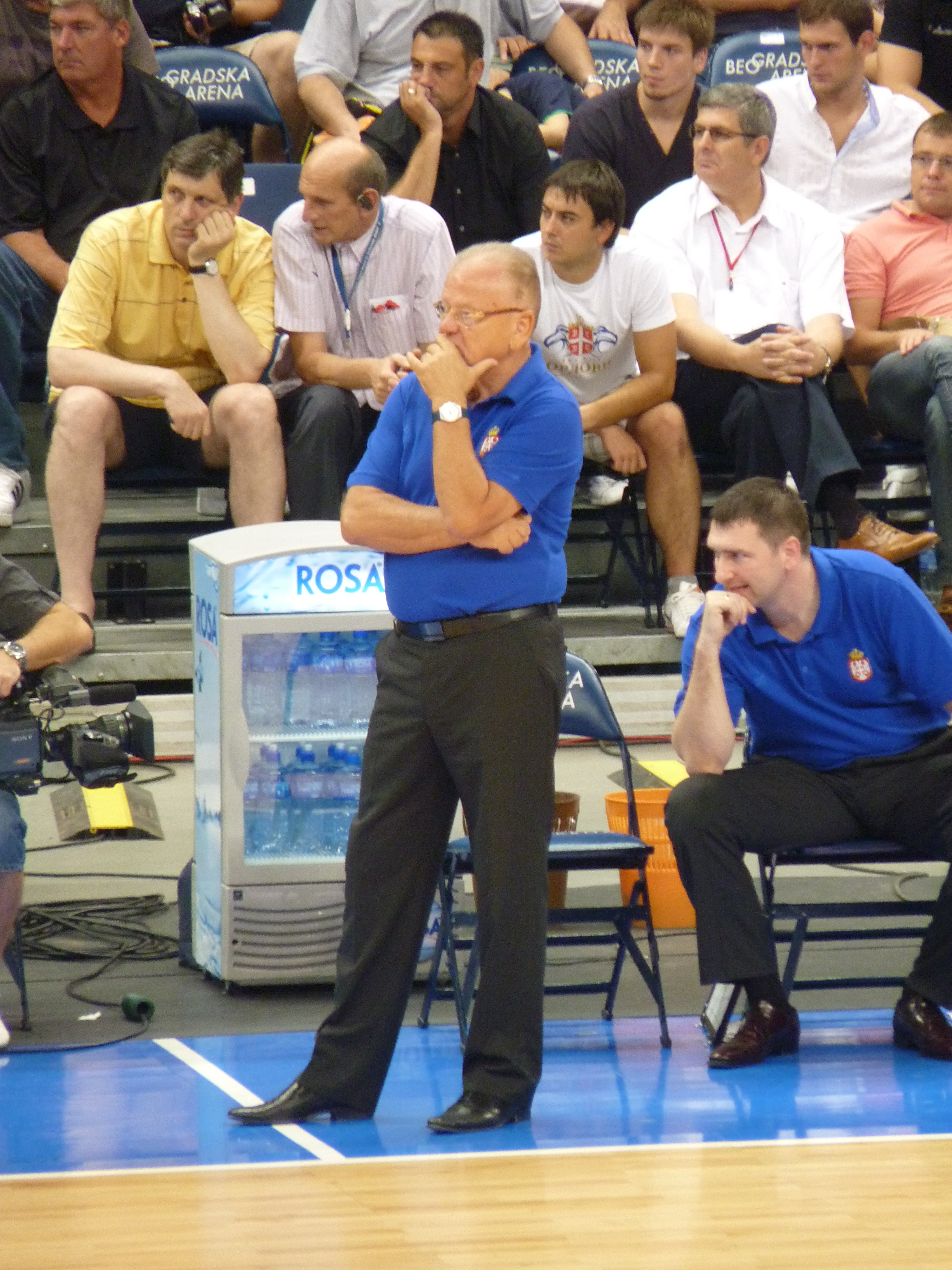

Dušan „Duda” Ivković (ur. 29 października 1943 w Belgradzie, zm. 16 września 2021 tamże) – serbski koszykarz, występujący na pozycji rozgrywającego, po zakończeniu kariery sportowej trener koszykarski, prezes klubu Radnički Belgrad.
Jego starszy brat Slobodan Ivković był także koszykarzem oraz trenerem. Jest też spokrewniony z wynalazcą Nikola Teslą. Jego babka Olga Mandić i matka Tesli - Đuka Mandić były kuzynkami.

## Osiągnięcia trenerskie
Na podstawie, o ile nie zaznaczono inaczej.

### Drużynowe
- Mistrz:
  - Euroligi (1997, 2012)
  - Eurocup (2006)
  - Jugosławii (1979)
  - Grecji (1992, 1997, 2012)
  - Rosji (2003, 2004, 2005)
- Wicemistrz:
  - Grecji (1982, 1999, 2011)
  - Turcji (2015, 2016)
- Brąz:
  - Euroligi (1993, 1999, 2004)
  - mistrzostw Grecji (1981, 1993, 1998)
- 4. miejsce:
  - w Eurolidze (2003, 2005)
  - podczas mistrzostw Grecji (2000, 2001)
- Zdobywca Pucharu:
  - Koracia (1979)
  - Saporty (2000)
  - Jugosławii (1979)
  - Grecji (1997, 2000, 2001, 2011)
  - Rosji (2005)
  - Prezydenta Turcji (2015)
  - Turcji (2015)
- Finalista pucharu:
  - Saporty (1992)
  - Grecji (1995, 2012)
  - Rosji (2003, 2004)
  - turnieju McDonalda (1997)
- 3. miejsce w pucharze:
  - Grecji (1998)
  - Rosji (2007)

### Indywidualne
- Trener Roku:
  - Euroligi (2012)
  - ligi greckiej (1997, 2012)
- Wybrany do grona 50 Największych Osobistości Euroligi (2008)

### Reprezentacje
Jako główny trener
- Mistrz:
  - Europy (1989, 1991, 1995)
  - świata (1990)
  - uniwersjady (1987)
- Wicemistrz:
  - olimpijski (1988)
  - Europy (2009)
  - uniwersjady (1983)
- Uczestnik rozgrywek:
  - Eurobasketu (1989, 1991, 1995, 2009, 2011 – 8. miejsce, 2013 – 7. miejsce)
  - mistrzostw świata (1990, 2010 – 4. miejsce)

Jako asystent trenera
- Mistrz
  - Europy (1997)
  - świata (1998)
- Wicemistrz:
  - olimpijski (1996)
- Brązowy medalista:
  - świata (1986)
  - mistrzostw Europy (1987)